# Kościół Zwiastowania Najświętszej Marii Panny w Mętnie
Kościół Zwiastowania Najświętszej Marii Panny w Mętnie – katolicki kościół filialny zlokalizowany we wsi Mętno w gminie Chojna, w powiecie gryfińskim (województwo zachodniopomorskie). Jest filią parafii Najświętszej Maryi Panny Matki Kościoła w Chojnie.

## Historia i architektura
Budowa kościoła datowana jest na XIII wiek, najstarsza wzmianka na jego temat pochodzi z 1350 roku. Wymurowany z kamiennych ciosów kościół jest budowlą salową na planie prostokąta o wymiarach 8 × 6,85 m, z wydzielonym prostokątnym prezbiterium o wymiarach 9 × 5,5 m i z zakrystią od strony południowej. Od strony zachodniej kościół posiada masywną, szerszą od nawy kamienną wieżę, nakrytą dwupołaciowym dachem. W 1866 roku do prezbiterium dobudowana została z cegły pięcioboczna neogotycka absyda.
Okna w nawie (z wyjątkiem strony wschodniej) i w prezbiterium kościoła zachowały się w pierwotnej formie, ostrołukowej o wydłużonych proporcjach. W ścianie południowej i północnej widoczny jest ślad po zamurowanych ostrołukowych portalach, w które później wbudowano okna. W górnej kondygnacji wieży umieszczono małe ostrołukowe okna – po trzy od strony północnej, zachodniej i wschodniej oraz dwa od południowej. W szczycie wieży znajdują się natomiast od strony południowej trzy smukłe blendy ostrołukowe, od strony północnej zaś dwie blendy i okno.
Wnętrze świątyni nakryte jest drewnianym stropem belkowanym. Nad wejściem znajduje się empora chórowa. Zachowała się neogotycka drewniana ambona wsparta na jednej nodze oraz dawna chrzcielnica. Przy kościele znajduje się otoczony kamiennym murem zabytkowy cmentarz.
Po II wojnie światowej kościół został rekonsekrowany jako świątynia katolicka w dniu 30 marca 1946 roku.